# Yokohama
Yokohama (横浜市, Yokohama-shi) és la capital de la prefectura de Kanagawa, al Japó, i el més gran port del país.

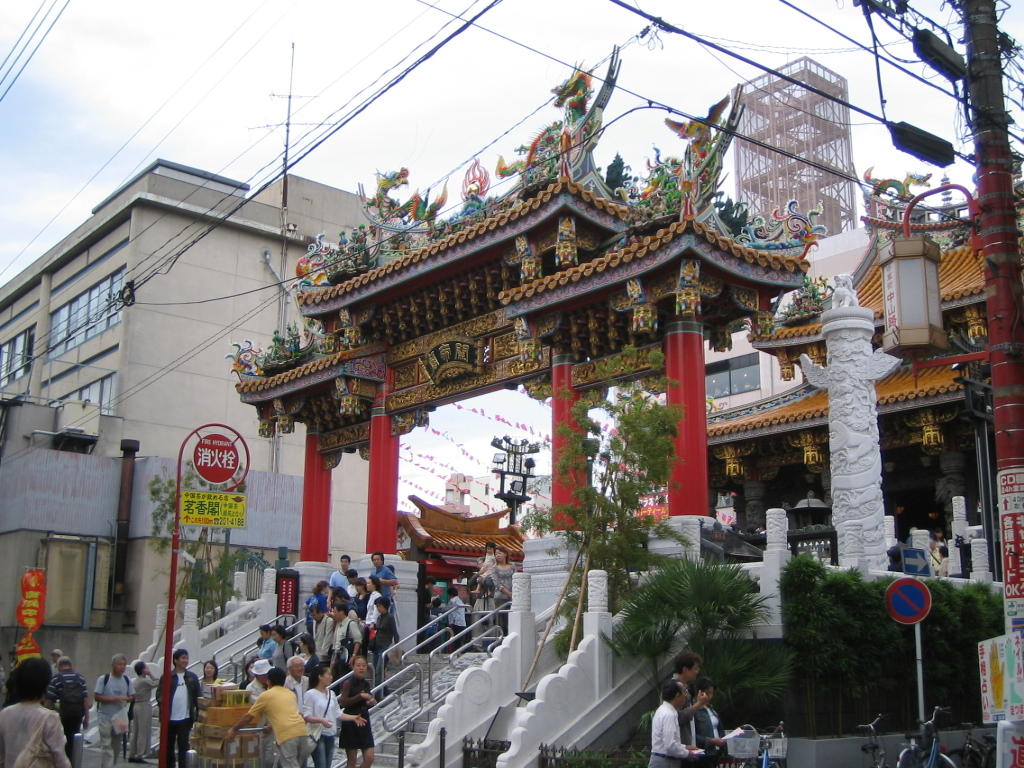
Temple budista de chinatown

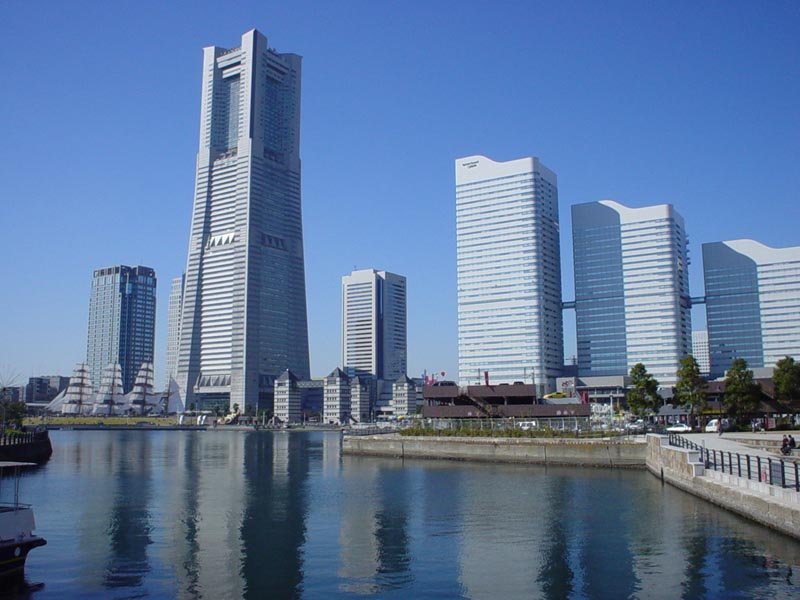
Minato Mirai

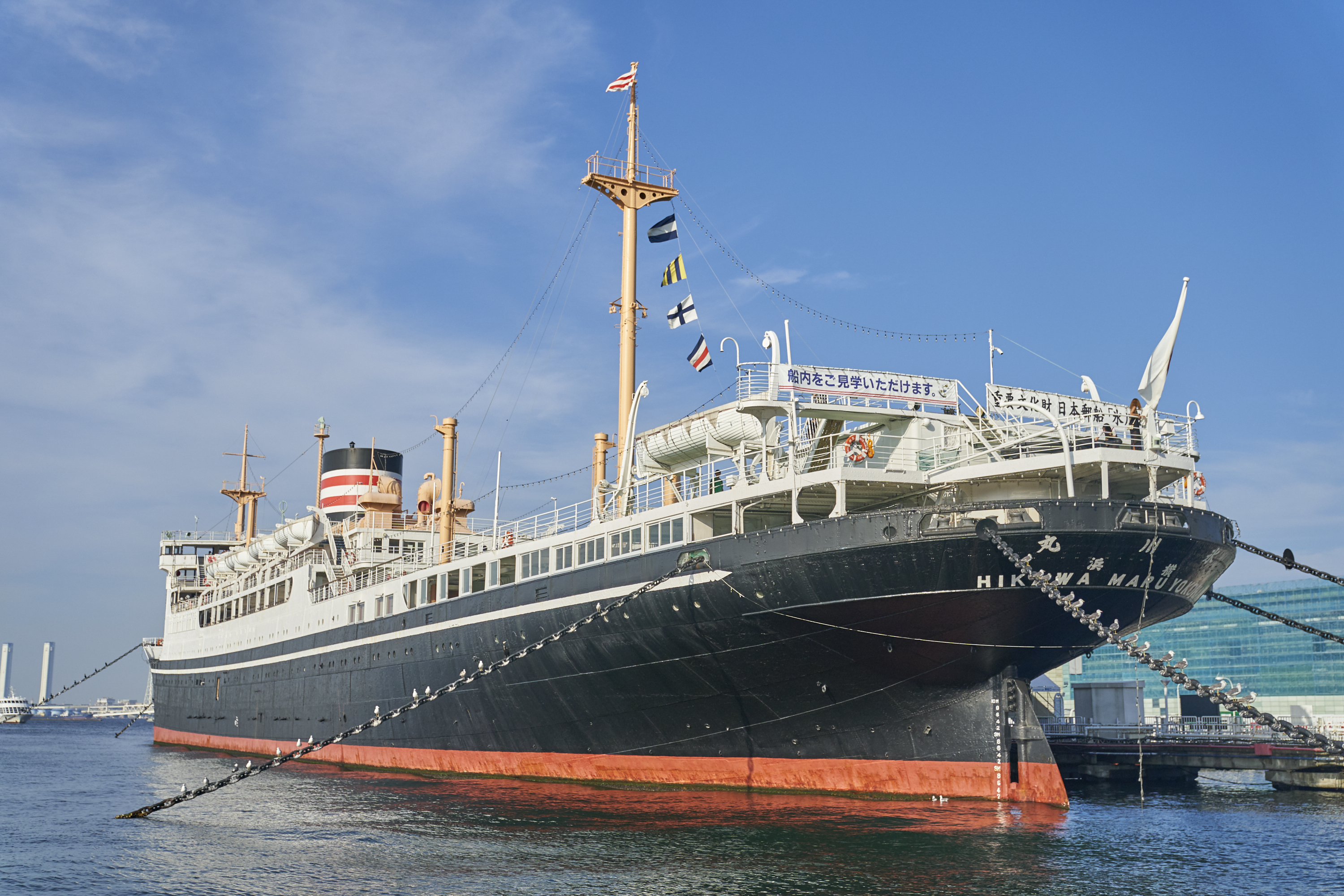
Ship Museum "氷川丸"

El 2003, la ciutat tenia 3.680.267 habitants, sent la segona major ciutat del Japó després de Tòquio. La seva superfície és de 437 km². Avui forma part de la seva àrea metropolitana, en estar situada a tan sols 30 quilòmetres del centre de la capital.
Yokohama va ser una de les ciutats que es va obrir al comerç amb Occident després del final de la política de reclusió el 1859 i des de llavors es coneix com una ciutat portuària cosmopolita, després que Kobe s'obrís el 1853. Yokohama és la llar de molts dels primers japonesos durant el període Meiji, incloent el primer port de comerç exterior i Chinatown (1859), instal·lacions esportives d'estil europeu (1860), diaris en anglès (1861), rebosteria i fabricació de cervesa (1865), diari (1870), fanals de gas (1870), estació de ferrocarril (1872) i central elèctrica (1882). Yokohama es va desenvolupar ràpidament com la ciutat portuària destacada del Japó després del final del relatiu aïllament del Japó a mitjans del segle XIX i avui és un dels seus principals ports juntament amb Kobe, Osaka, Nagoya, Fukuoka, Tòquio i Chiba.
És una àrea residencial, on la població es trasllada cada dia a treballar a Tòquio. Yokohama havia estat un petit poble pesquer abans que el port fos creat el 1859. El port es dedicava al comerç de la seda durant l'era Meiji i més tard es va dedicar a la importació de matèries primeres i exportació de productes elaborats a les factories de l'àrea industrial de Keihin.
Els últims anys ha experimentat un ràpid creixement, aspirant a competir amb Tòquio com centre de negocis. La millor mostra d'això es troba a Minato Mirai 21, un districte poblat de gratacels de recent construcció i situat al costat del port, d'on destaca especialment la Landmark Tower el gratacel més alt del Japó fins ara, superant en altura a l'edifici del govern metropolità de Tòquio.
Una altra zona molt coneguda a Yokohama és el barri xinès. Yokohama sempre va ser una ciutat, pel seu caràcter portuari, on es reunien amplis grups d'estrangers al llarg de la història del Japó, i és on existeix la comunitat xinesa més gran del país.
El seu barri xinès es troba poblat de botigues, locals i restaurants regentats per ciutadans d'origen xinès, i on acudeixen els cap de setmana multitud de visitants des de Tòquio i altres llocs. El jardí japonès de Sankeien, una mica més allunyat del centre de la ciutat, o el barri de Yamate són altres llocs que no s'ha de deixar d'esmentar al parlar de Yokohama.
El 2002 a la ciutat es va fer el tancament del mundial FIFA 2002
Yokohama és la ciutat portuària més gran i el centre industrial d'alta tecnologia de l'àrea del Gran Tòquio i la regió de Kantō. La ciutat pròpiament dita és la seu d'empreses com Isuzu, Nissan, JVCKenwood, Keikyu, Koei Tecmo, Sotetsu, Salesforce Japan i Bank of Yokohama. Els llocs d'interès famosos de Yokohama inclouen Minato Mirai 21, el parc commemoratiu de Nippon Maru, el barri xinès de Yokohama, el carrer comercial de Motomachi, la torre marina de Yokohama, el parc Yamashita i el moll d'Ōsanbashi.

## Etimologia
Yokohama (横浜) significa 'platja horitzontal'. La zona actual envoltada pel parc Maita, el riu Ōoka i el riu Nakamura ha estat un golf dividit per un banc de sorra del mar obert. Aquest banc de sorra va ser el poble pesquer original de Yokohama. Com que la barra de sorra sobresortia perpendicularment de la terra, o horitzontalment quan es mirava des del mar, s'anomenava platja horitzontal.

## Història

### Obertura del Port del Tractat (1859–1868)
Abans que arribessin els estrangers occidentals, Yokohama va ser un petit poble de pescadors fins al final del període feudal Edo, quan el Japó va mantenir una política de reclusió nacional, amb poc contacte amb els estrangers. Un punt d'inflexió important en la història japonesa va tenir lloc entre 1853 i 1854, quan el comodor Matthew Perry va arribar just al sud de Yokohama amb una flota de vaixells de guerra nord-americans, exigint que el Japó obrís diversos ports per al comerç, i el shogunat Tokugawa va acceptar signant el Tractat de Pau i Amistat.
Inicialment es va acordar que un dels ports a obrir als vaixells estrangers seria la bulliciosa ciutat de Kanagawa-juku (a l'actual barri de Kanagawa) a la Tōkaidō, una carretera estratègica que unia Edo amb Kyoto i Osaka. No obstant això, el shogunat Tokugawa va decidir que Kanagawa-juku estava massa a prop del Tōkaidō per a la comoditat i, en canvi, es van construir instal·lacions portuàries a través de l'ensenada del poble de pescadors adormit de Yokohama. El port de Yokohama es va obrir oficialment el 2 de juny de 1859. Yokohama es va convertir ràpidament en la base del comerç exterior al Japó. Els estrangers van ocupar inicialment el districte baix de la ciutat anomenat Kannai, districtes residencials que més tard es van expandir a mesura que l'assentament va créixer per incorporar gran part del districte elevat de Yamate amb vistes a la ciutat, conegut comunament pels residents de parla anglesa com The Bluff.
Kannai, el districte de comerç exterior i comercial (literalment, 'dins de la barrera'), estava envoltat d'un fossat, els residents estrangers gaudien d'un estatus extraterritorial tant dins com fora del recinte. Les interaccions amb la població local, especialment els joves samurais, fora de l'assentament van causar inevitablement problemes; l'incident de Namamugi, un dels esdeveniments que van precedir la caiguda del shogunat, va tenir lloc a l'actual barri de Tsurumi el 1862 i va provocar el bombardeig de Kagoshima el 1863.
Per protegir els interessos comercials i diplomàtics britànics a Yokohama es va establir una guarnició militar el 1862. Amb el creixement del comerç, un nombre creixent de xinesos també van arribar a establir-se a la ciutat. Yokohama va ser l'escenari de moltes novetats notables al Japó, inclosa la creixent acceptació de la moda occidental, la fotografia de pioners com Felice Beato, el primer diari japonès en anglès, el Japan Herald va publicar el 1861 i el 1865 la primera pastisseria i cervesa de gelat produït al Japó. Els esports recreatius introduïts al Japó per residents estrangers a Yokohama inclouen les curses de cavalls a l'estil europeu el 1862, el cricket el 1863 i la unió de rugbi el 1866. Un gran incendi va destruir gran part de l'assentament estranger el 26 de novembre de 1866 i la verola era un perill recurrent per a la salut pública, però la ciutat va continuar creixent ràpidament, atraient estrangers i japonesos per igual.

Galeria
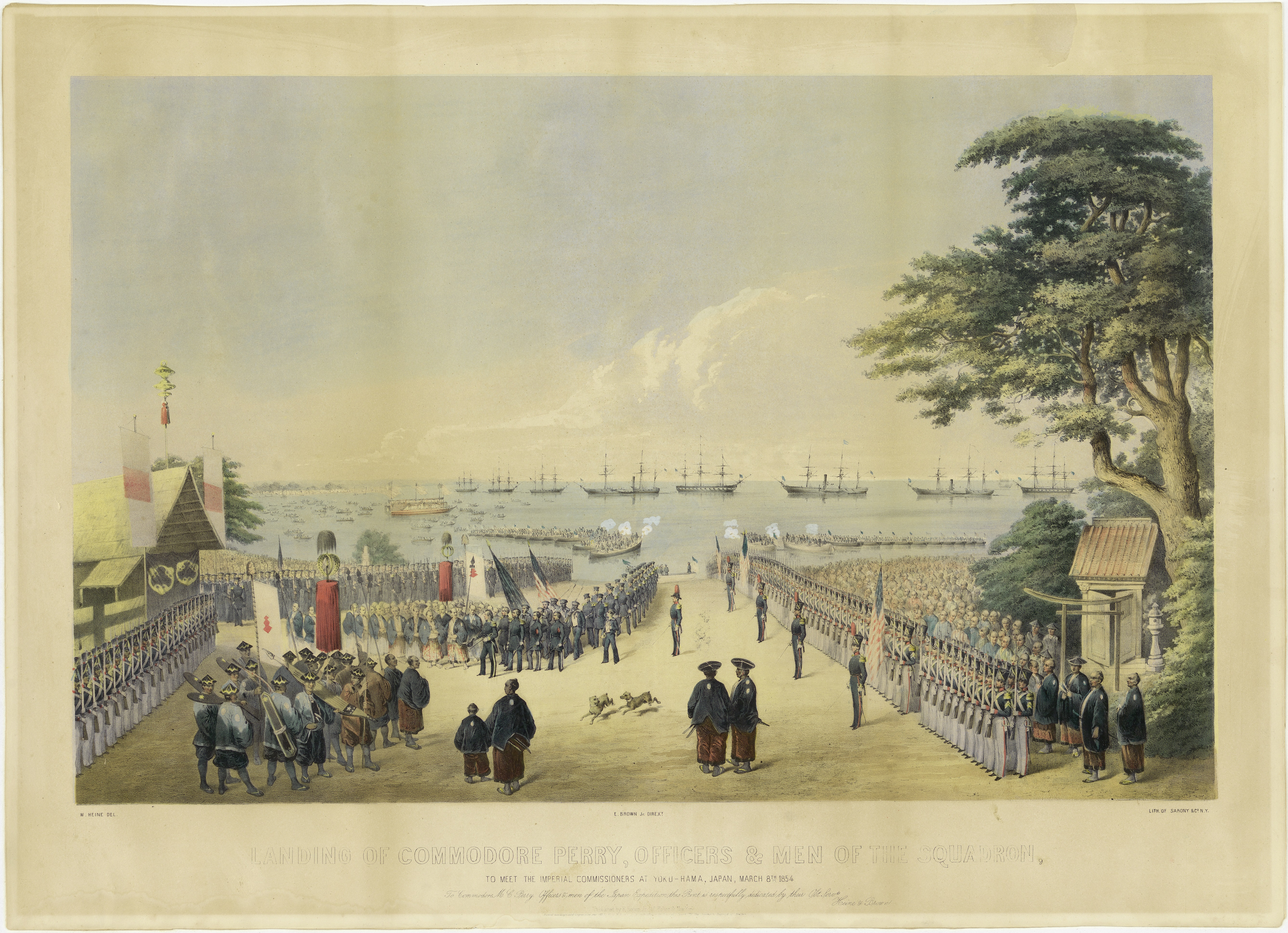
Desembarcament del comodor Perry i homes per reunir-se amb els comissaris imperials a Yokohama, el 14 de juliol de 1853
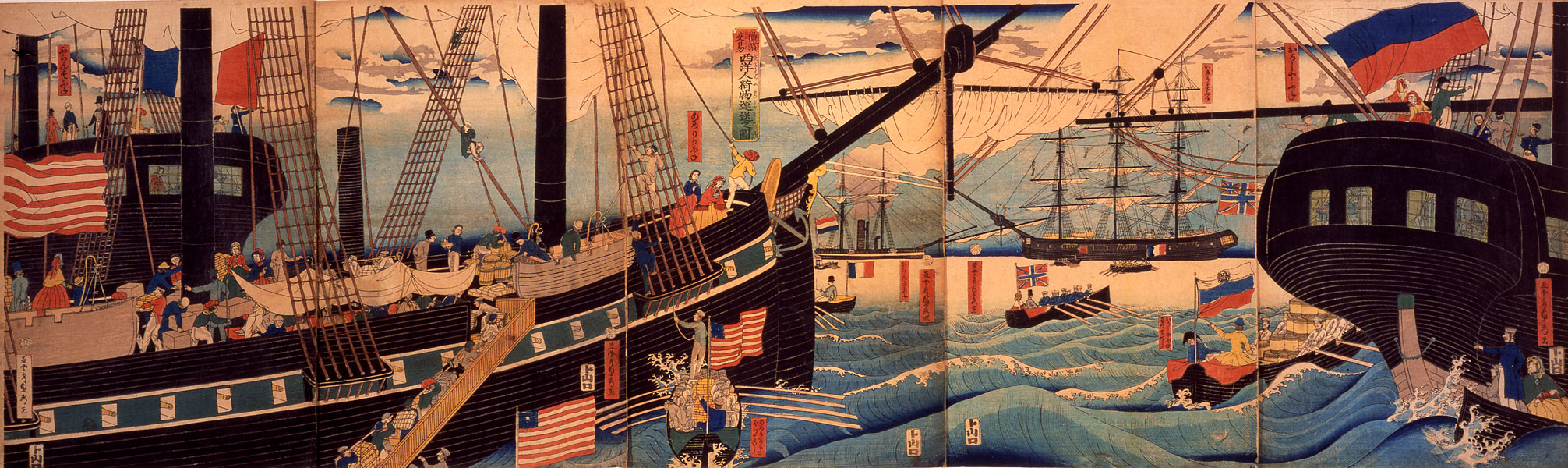
Vaixells estrangers al port de Yokohama el 1861
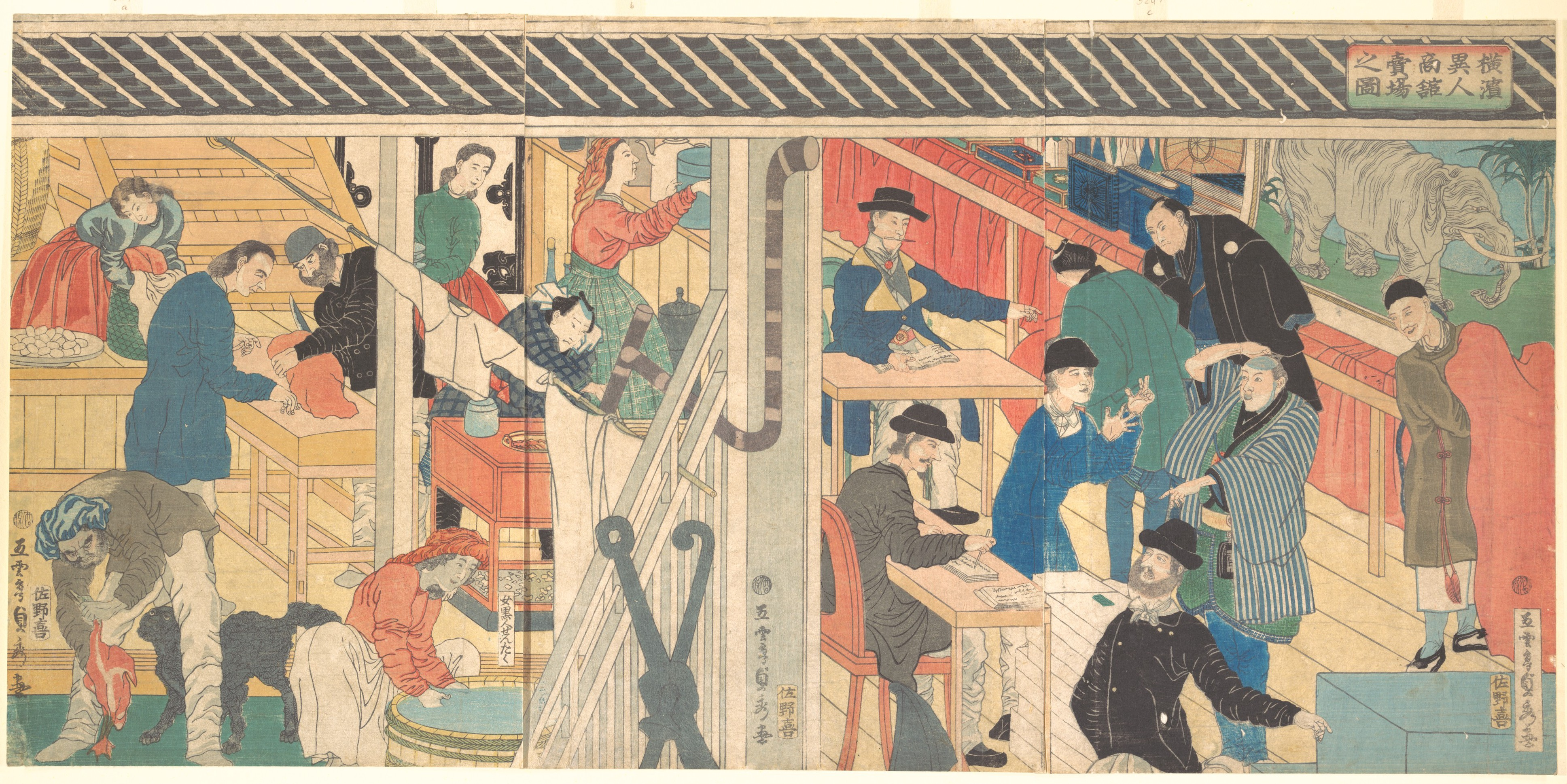
Una casa de comerç exterior a Yokohama el 1861

### Períodes Meiji i Taisho (1868–1923)
Després de la Restauració Meiji de 1868, el port va ser desenvolupat per al comerç de seda, el principal soci comercial era la Gran Bretanya. La influència occidental i la transferència tecnològica van contribuir a l'establiment del primer diari del Japó (1870), dels primers fanals de gas (1872) i del primer ferrocarril del Japó construït el mateix any per connectar Yokohama amb Shinagawa i Shinbashi a Tòquio. El 1872 Jules Verne va retratar Yokohama, que mai havia visitat, en un episodi de la seva novel·la La volta al món en vuitanta dies, capturant l'atmosfera de la ciutat japonesa de ràpid desenvolupament i orientació internacional.
El 1887, un comerciant britànic, Samuel Cocking, va construir la primera central elèctrica de la ciutat. Al principi, per al seu propi ús, aquesta central elèctrica de carbó es va convertir en la base de la Yokohama Cooperative Electric Light Company. La ciutat es va incorporar oficialment l'1 d'abril de 1889. Quan l'extraterritorialitat de les zones estrangeres es va abolir el 1899, Yokohama era la ciutat més internacional del Japó, amb àrees estrangeres que s'estenia des de Kannai fins a la zona de Bluff i el gran barri xinès de Yokohama.
El començament del segle xx va estar marcat pel ràpid creixement de la indústria. Els empresaris van construir fàbriques al llarg dels terrenys recuperats al nord de la ciutat cap a Kawasaki, que finalment es va convertir en la zona industrial de Keihin. El creixement de la indústria japonesa va portar riquesa, i moltes famílies de comerciants riques hi van construir residències extenses, mentre que la ràpida afluència de població del Japó i Corea també va provocar la formació de Kojiki-Yato, aleshores el barri marginal més gran del Japó.

Galeria
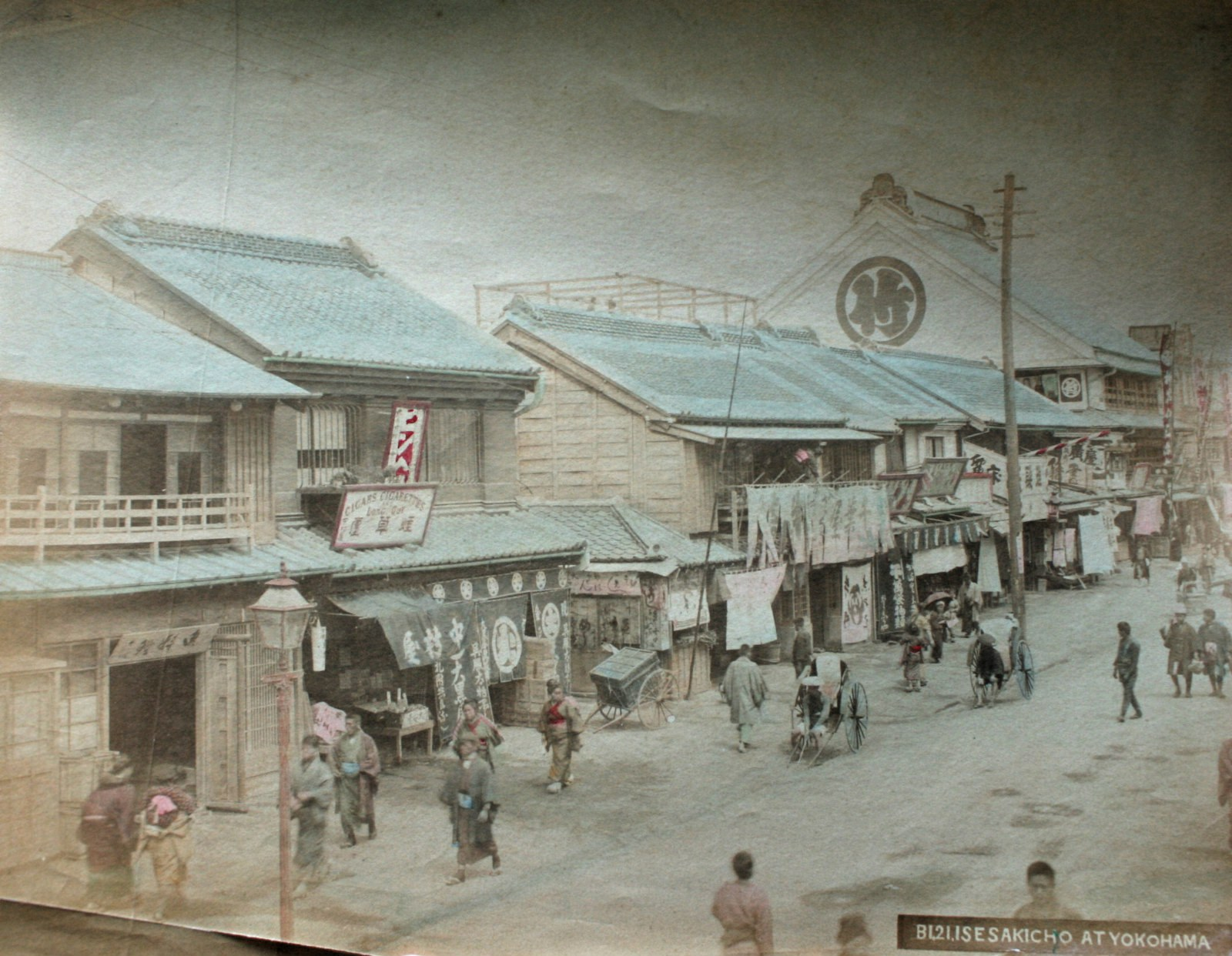
Cap a 1880
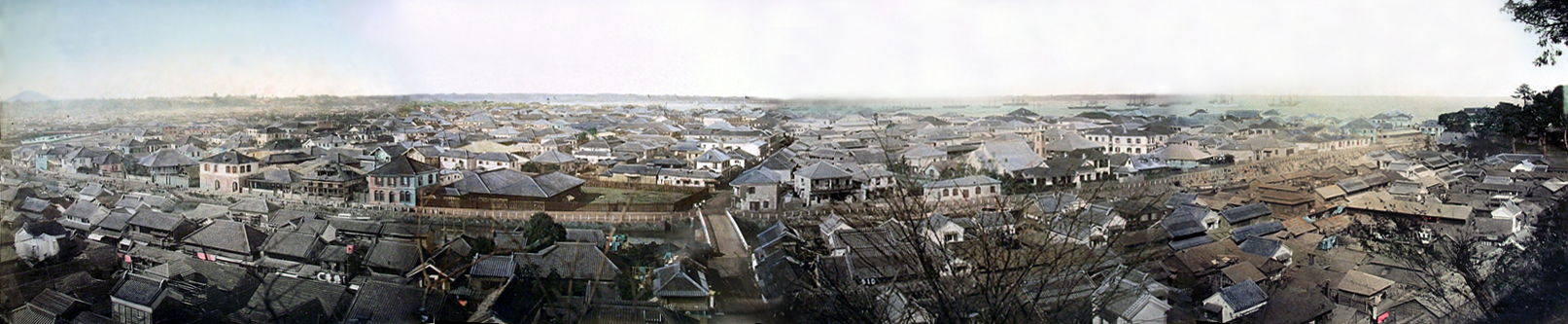
Yokohama cap a 1880
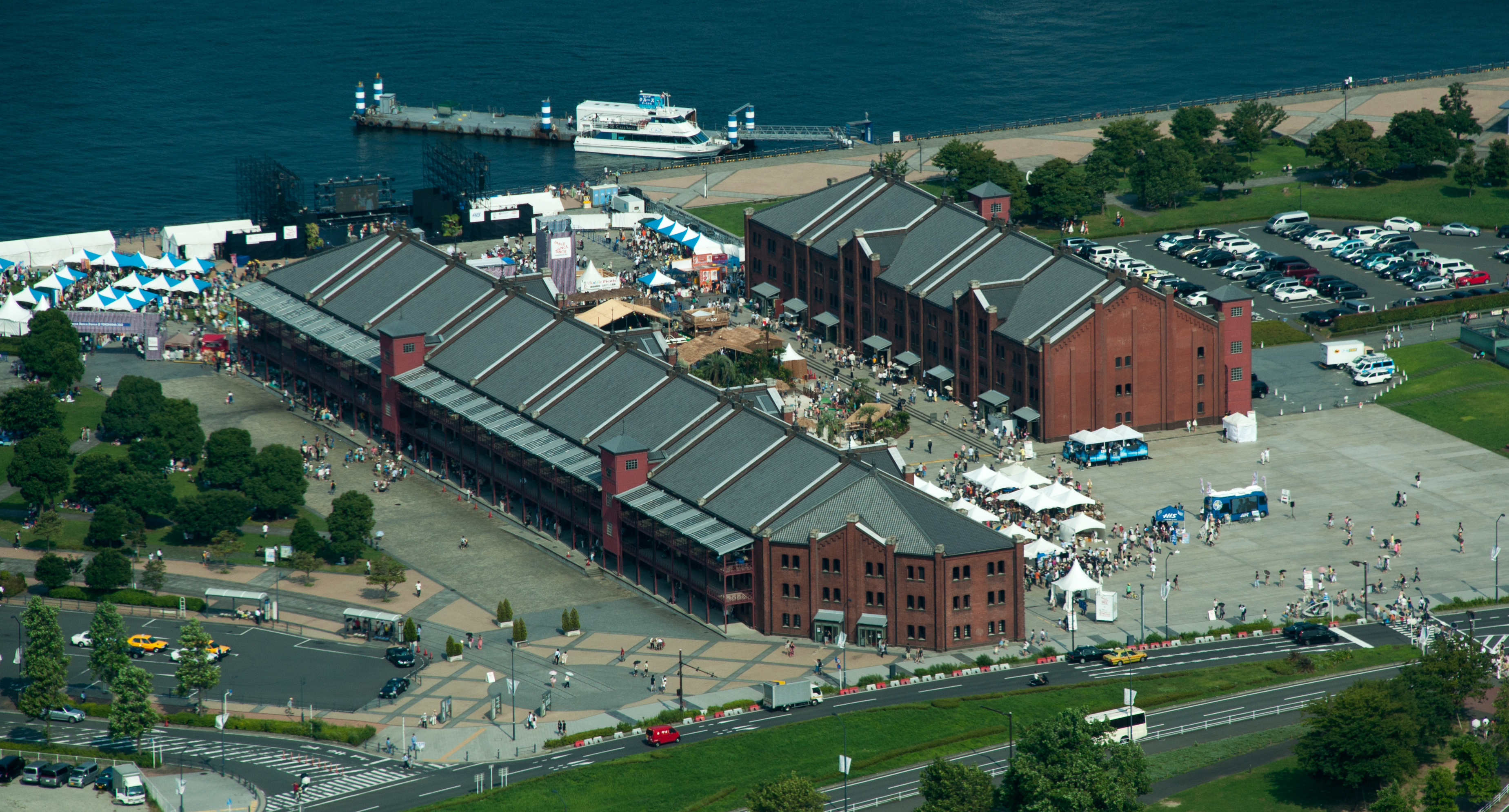
El magatzem de maó vermell de Yokohama es va construir el 1913.

### Gran terratrèmol de Kantō i Segona Guerra Mundial (1923-1945)

Galeria
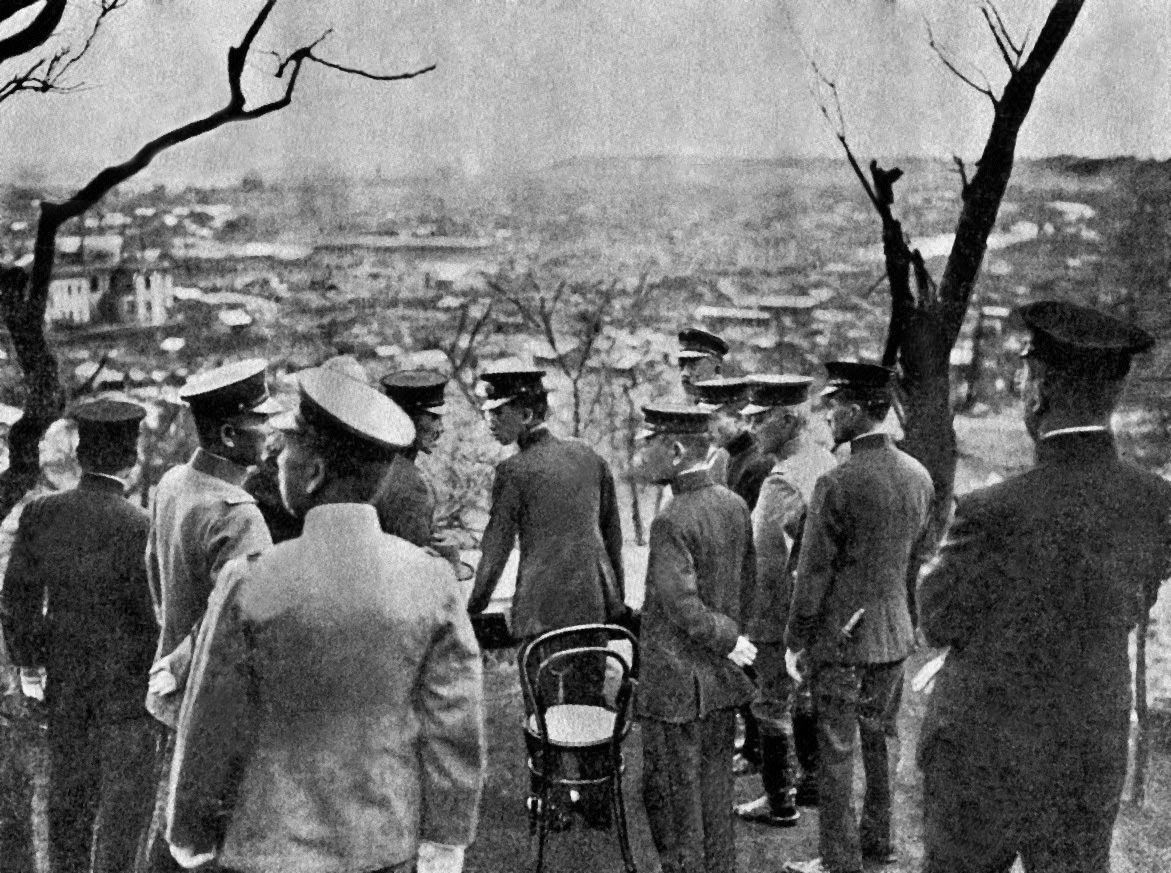
El príncep hereu Hirohito (posteriorment emperador) va visitar Yokohama immediatament després del gran terratrèmol de Kantō de 1923.
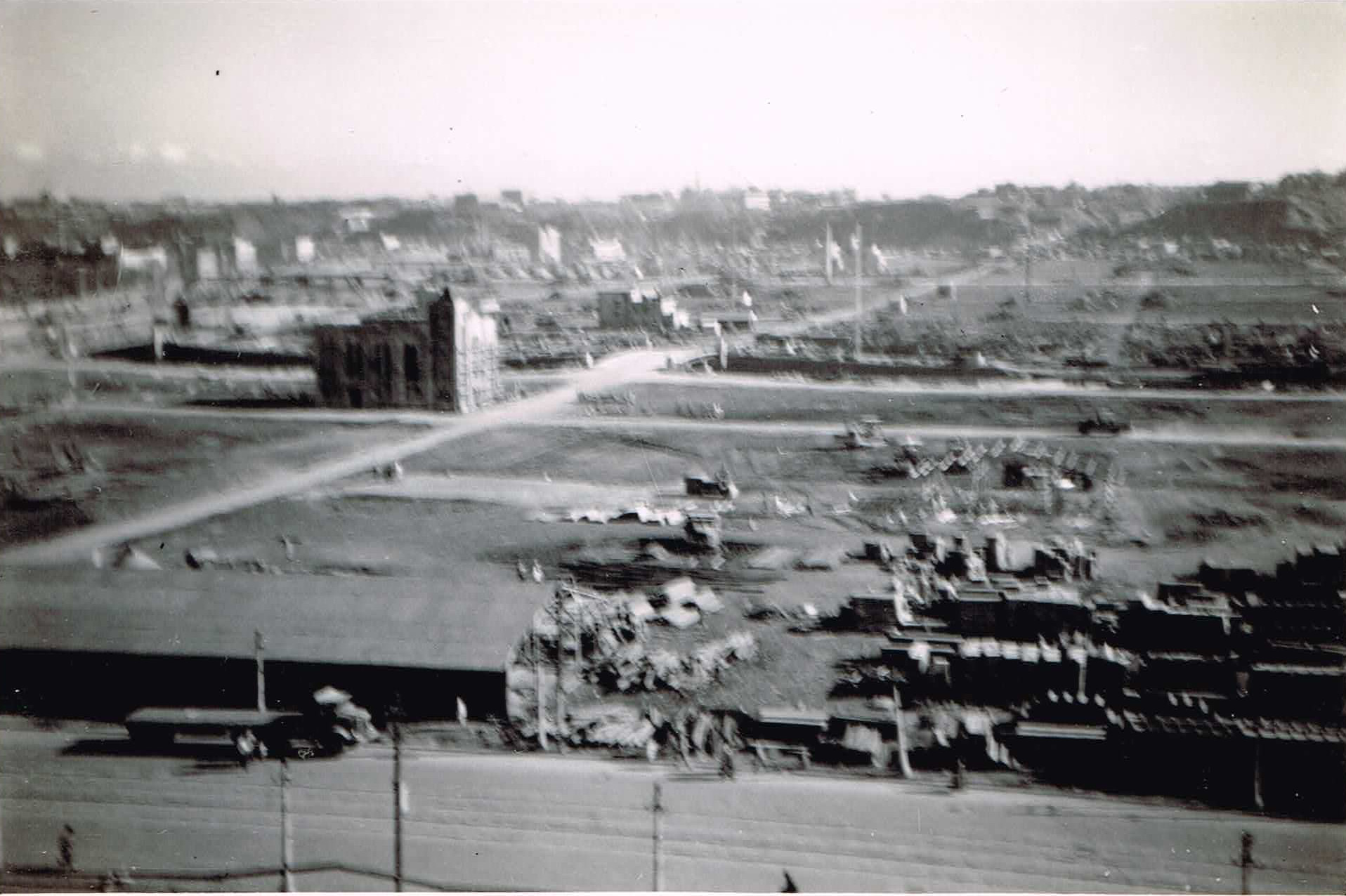
Vista de Yokohama després del bombardeig de 1945

Gran part de Yokohama va ser destruïda l'1 de setembre de 1923 pel terratrèmol de Kantō. La policia de Yokohama va reportar 30.771 morts i 47.908 ferits, d'una població anterior al terratrèmol de 434.170. Impulsades pels rumors de rebel·lió i sabotatge, les turbes van assassinar molts coreans al barri de Kojiki-yato. Molta gent creia que els coreans utilitzaven màgia negra per provocar el terratrèmol. La llei marcial va estar vigent fins al 19 de novembre. Les runes del terratrèmol es van utilitzar per recuperar terres per als parcs, el més famós va ser el parc Yamashita al passeig marítim que es va obrir el 1930.
Yokohama va ser reconstruïda, només per ser destruïda de nou pels atacs aeris nord-americans durant la Segona Guerra Mundial. El primer bombardeig va ser el 18 d'abril de 1942 a Doolittle Raid. S'estima que entre 7.000 i 8.000 persones van morir en un sol matí el 29 de maig de 1945, en el que ara es coneix com el Gran Raid Aeri de Yokohama, quan els B-29 van bombardejar la ciutat i en només una hora i nou minuts, van reduir el 42% a runes.

### Creixement i desenvolupament a la postguerra
Durant l'ocupació estatunidenca, Yokohama va ser una important base de transbordament per a subministraments i personal nord-americà, especialment durant la Guerra de Corea. Després de l'ocupació, la majoria de l'activitat naval local nord-americana es va traslladar de Yokohama a una base nord-americana a la propera Yokosuka.
Quatre anys després de la signatura del Tractat de San Francisco, la ciutat va ser designada per ordenança governamental l'1 de setembre de 1956. El sistema de tramvia i troleibús de la ciutat va ser abolit el 1972, el mateix any de l'obertura de la primera línia del metro municipal de Yokohama. La construcció de Minato Mirai 21, un important projecte de desenvolupament urbà en terrenys recuperats iniciat el 1983, anomenat Filadèlfia i Boston d'Orient es va comparar amb Center City, Filadèlfia i el centre de Boston situats a la Costa Est dels Estats Units. Minato Mirai 21 va acollir el Yokohama Exotic Showcase el 1989, que va veure la primera operació pública de trens maglev al Japó i l'obertura del Cosmo Clock 21, llavors la noria més alta del món. El pont de la badia de Yokohama de 860 m va obrir el mateix any. El 1993, Minato Mirai 21 va veure l'obertura de la Torre Yokohama Landmark, el segon edifici més alt del Japó.
La final de la Copa del Món de la FIFA 2002 es va celebrar al juny a l'Estadi Internacional de Yokohama. L'any 2009, la ciutat va celebrar el 150è aniversari de l'obertura del port i el 120è aniversari de l'inici de l'Administració de la ciutat. Una part inicial del projecte de commemoració va incorporar la Quarta Conferència Internacional de Tòquio sobre el Desenvolupament Africà (TICAD IV), que es va celebrar a Yokohama el maig de 2008. El novembre de 2010, Yokohama va acollir la reunió de Cooperació Econòmica Àsia-Pacífic (APEC).

Galeria
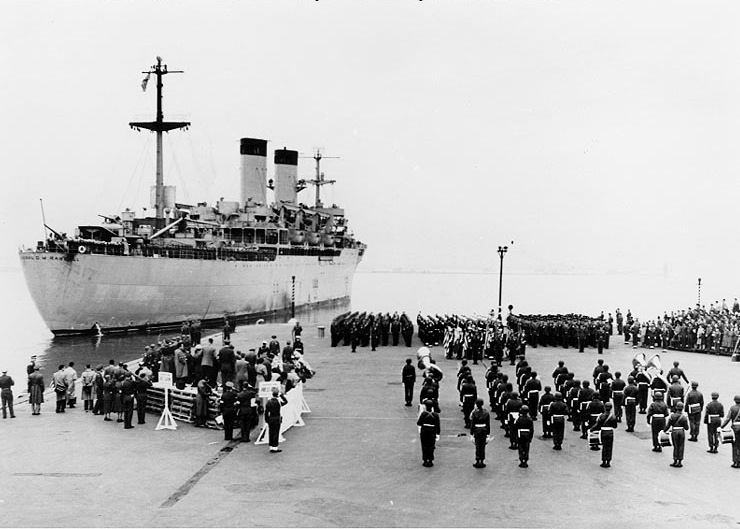
El 1951, durant la Guerra de Corea, un vaixell de tropes, el USS General George M. Randall surt de Yokohama, repatriant els morts de guerra als Estats Units.
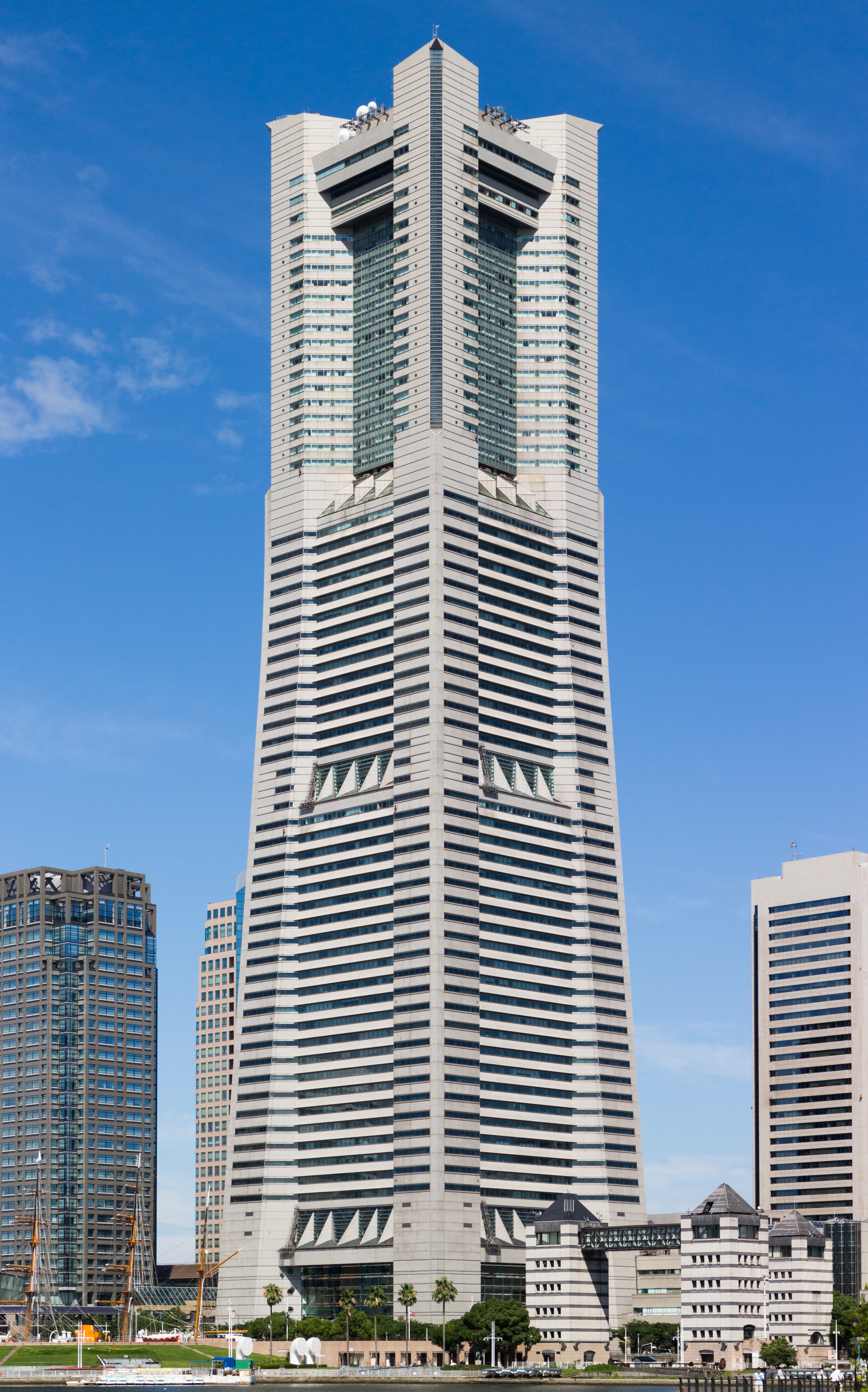
La Yokohama Landmark Tower, el segon edifici més alt, es va construir el 1993.
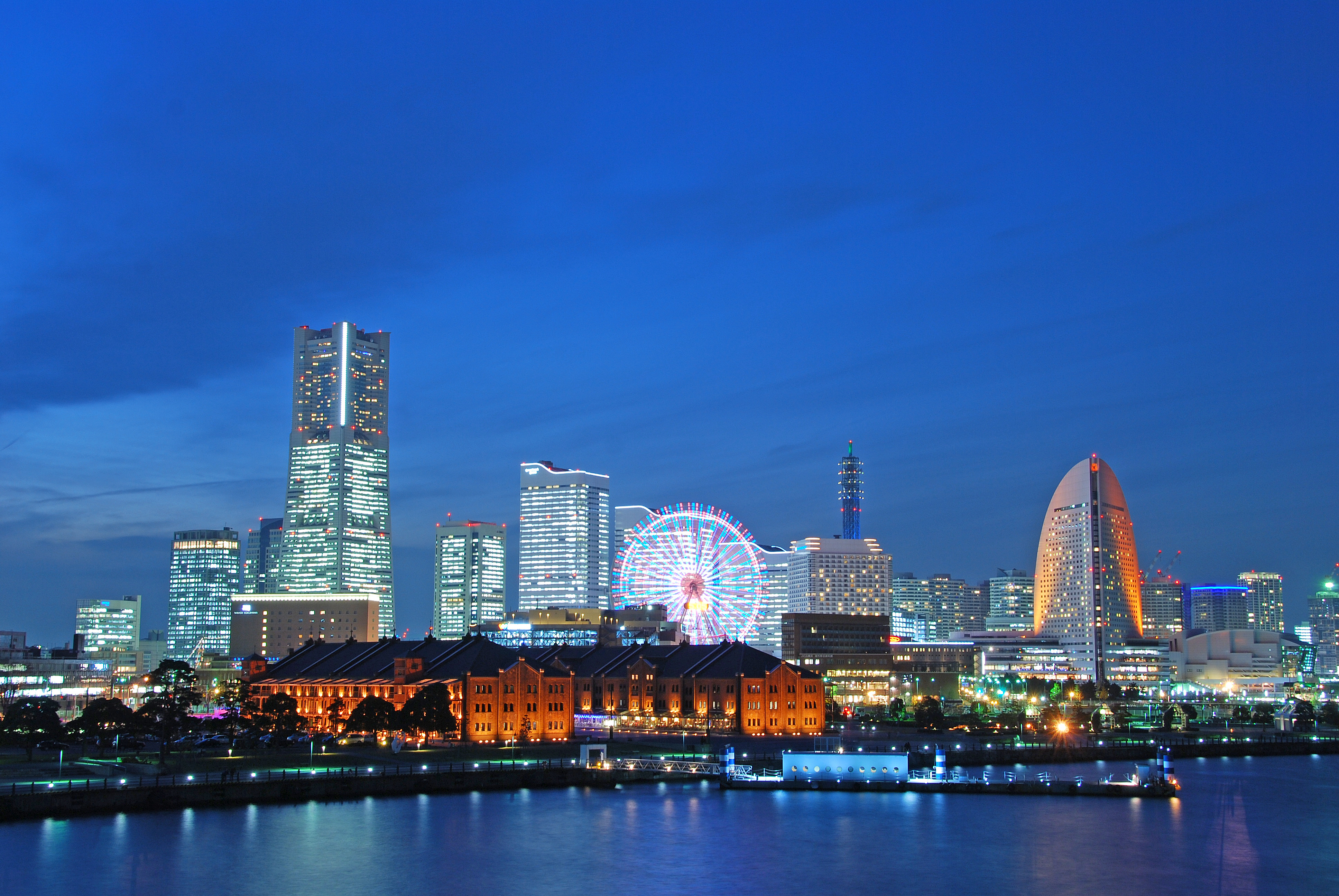
El projecte Minato Mirai 21, també conegut com a "Filadelphia i Boston d'Orient", va començar el 1983.

## Geografia

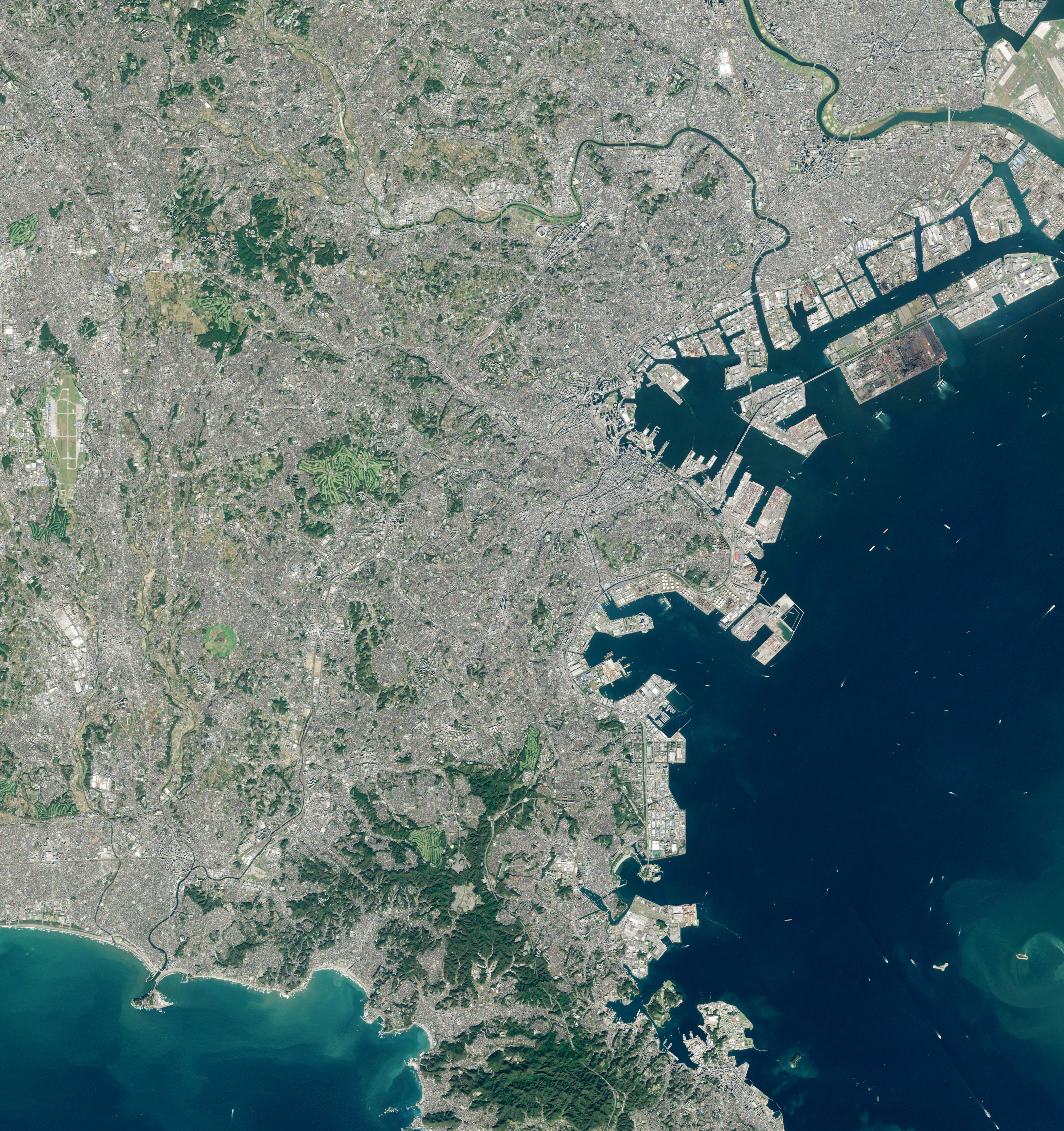
Imatge de Sentinel-2 de Yokohama (2020)

### Topografia
Yokohama té una superfície total de 437,38 km² a una altitud de 5 m sobre el nivell del mar. És la capital de la prefectura de Kanagawa, limita a l'est amb la badia de Tòquio i situada al mig de la plana de Kantō. La ciutat està envoltada de turons i el sistema muntanyós característic de l'illa de Honshū, per la qual cosa el seu creixement ha estat limitat i ha hagut de guanyar terreny al mar. Això també afecta la densitat de població, una de les més altes del Japó amb 8.500 habitants per km².
Els punts més alts dins del límit urbà són Omaruyama (156 m) i la muntanya Enkaizan (153 m). El riu principal és el riu Tsurumi, que comença als turons de Tama i desemboca a l'oceà Pacífic.
Aquests municipis envolten Yokohama: Kawasaki, Yokosuka, Zushi, Kamakura, Fujisawa, Yamato, Machida.

### Geologia
La ciutat és molt propensa a fenòmens naturals com terratrèmols i ciclons tropicals perquè l'illa de Honshū té un alt nivell d'activitat sísmica, es troba al bell mig del Cinturó de foc del Pacífic.
La majoria dels moviments sísmics són de baixa intensitat i generalment no són percebuts per la gent. No obstant això, Yokohama ha experimentat dos grans tremolors que reflecteixen l'evolució de l'enginyeria dels terratrèmols: el gran terratrèmol de Kantō de 1923 va devastar la ciutat i va causar més de 100.000 morts a tota la regió, mentre que el terratrèmol i tsunami de Tōhoku de 2011, amb el seu epicentre a la costa est, es va notar a la localitat però només es van lamentar danys materials perquè la majoria d'edificis ja estaven preparats per suportar-los.

### Clima
Yokohama presenta un clima subtropical humit (Köppen: Cfa) amb estius calorosos i humits i hiverns freds. Pel que fa al temps, Yokohama té un patró de pluja, núvols i sol, tot i que a l'hivern és sorprenentment assolellat, més que el sud d'Espanya. Les temperatures d'hivern rarament cauen per sota del punt de congelació, mentre que l'estiu pot semblar força càlid, a causa dels efectes de la humitat. La temperatura més freda va ser el 24 de gener de 1927 amb -8,2 °C, mentre que el dia més calorós va ser l'11 d'agost de 2013 amb 37,4 °C. La pluja mensual més alta va ser l'octubre de 2004 amb 761,5 mm, seguit de prop el juliol de 1941 amb 753,4 mm.

## Paisatge urbà

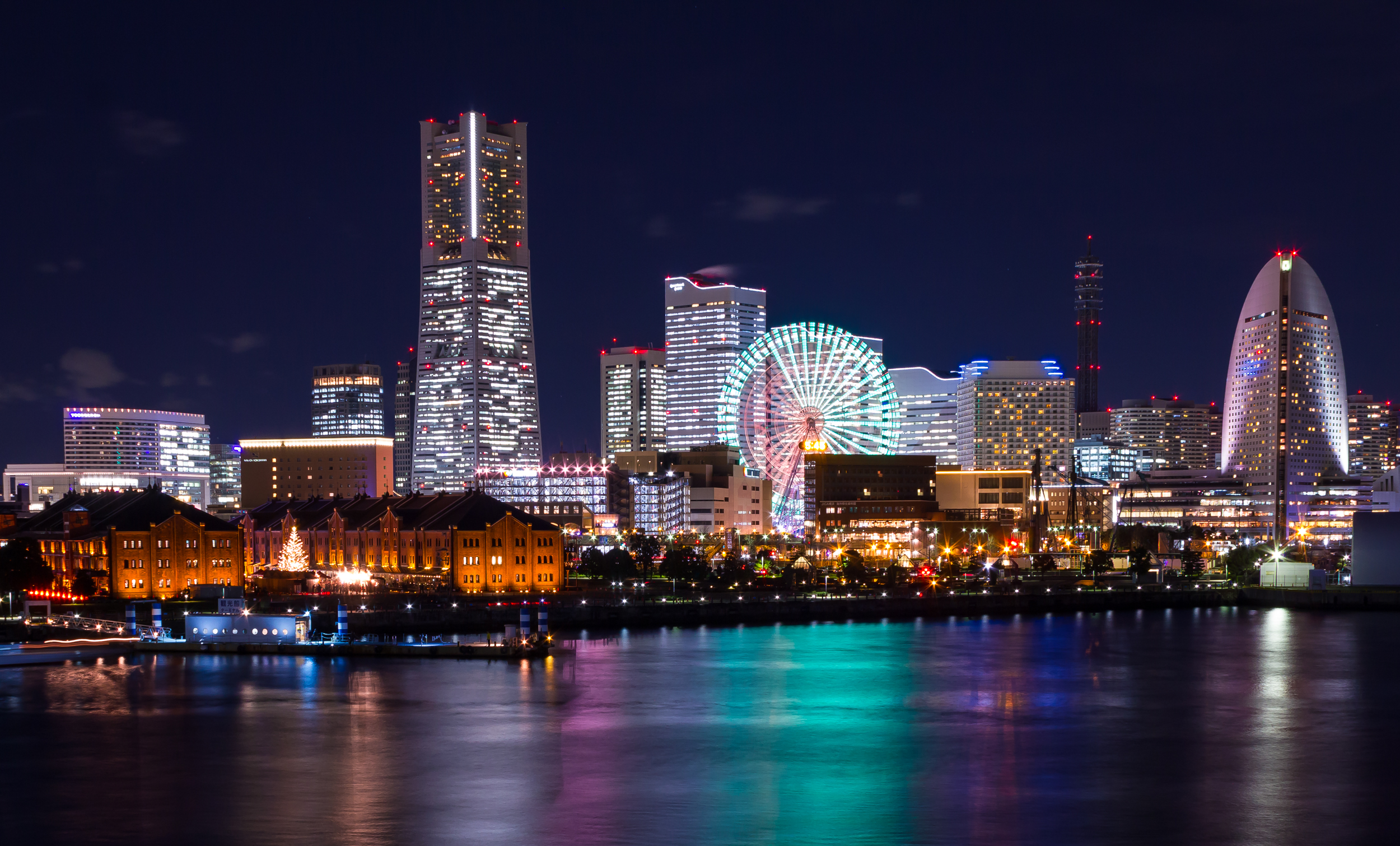
Vista nocturna de Yokohama (2014)
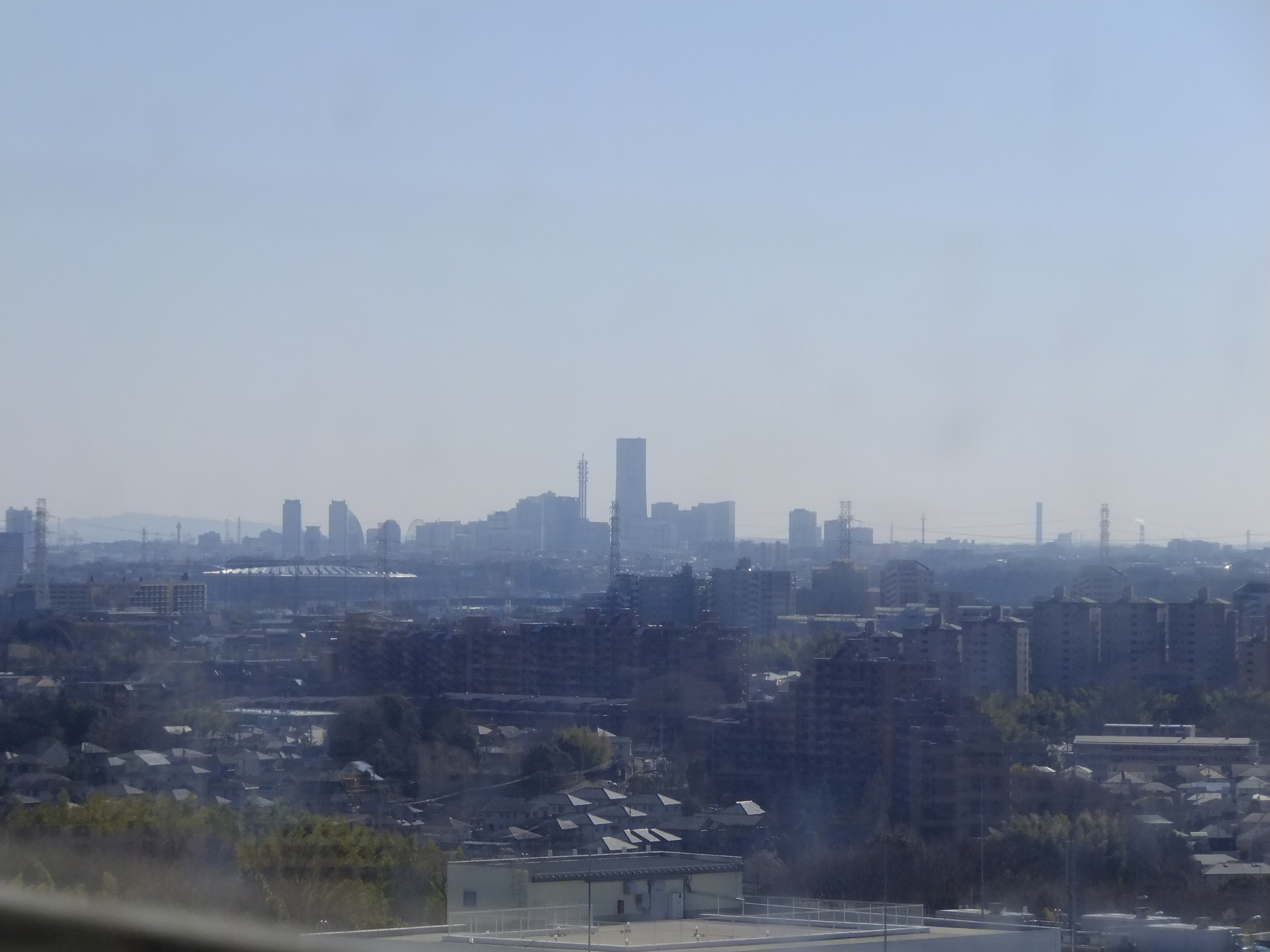
Vista des de Mosaic Mall Kohokuu (2015)
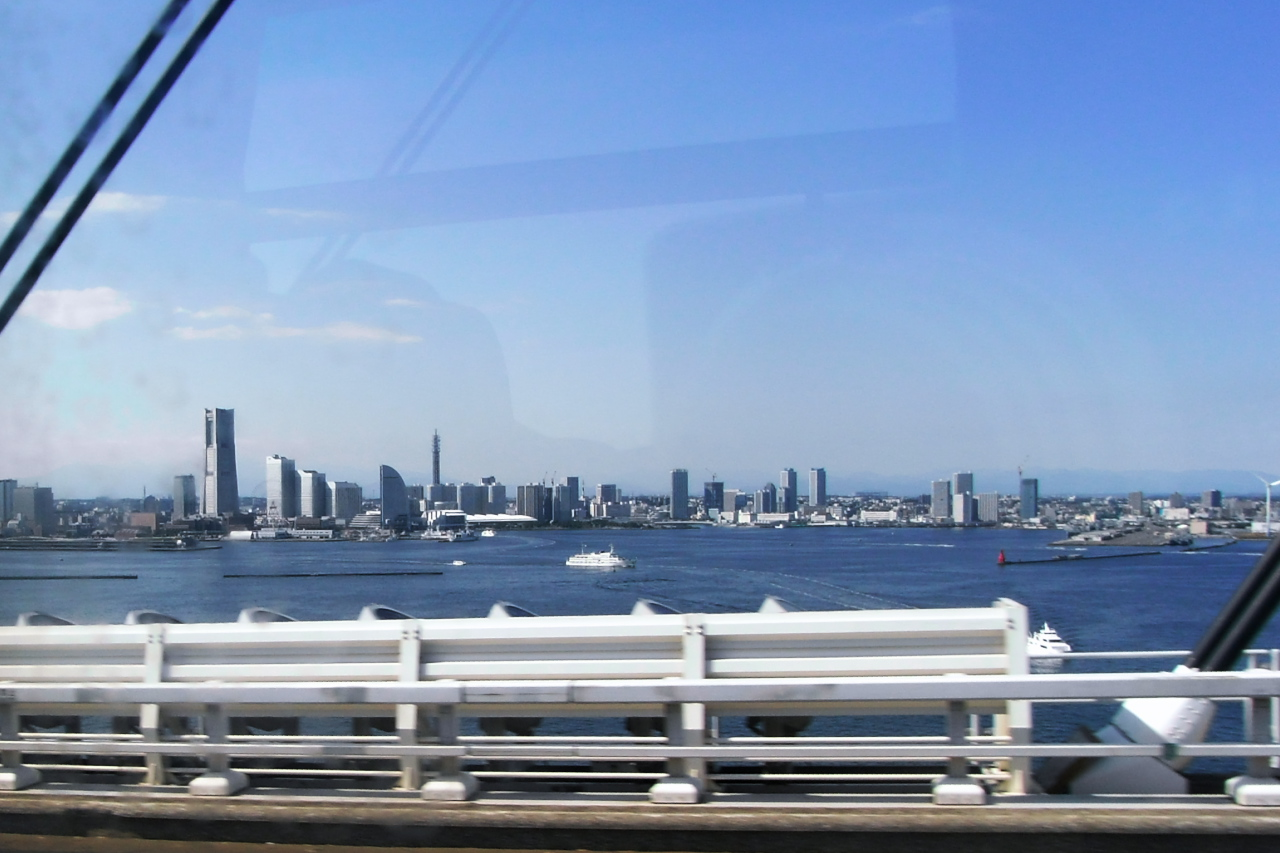
Vista des del Pont de la badia de Yokohama (2007)
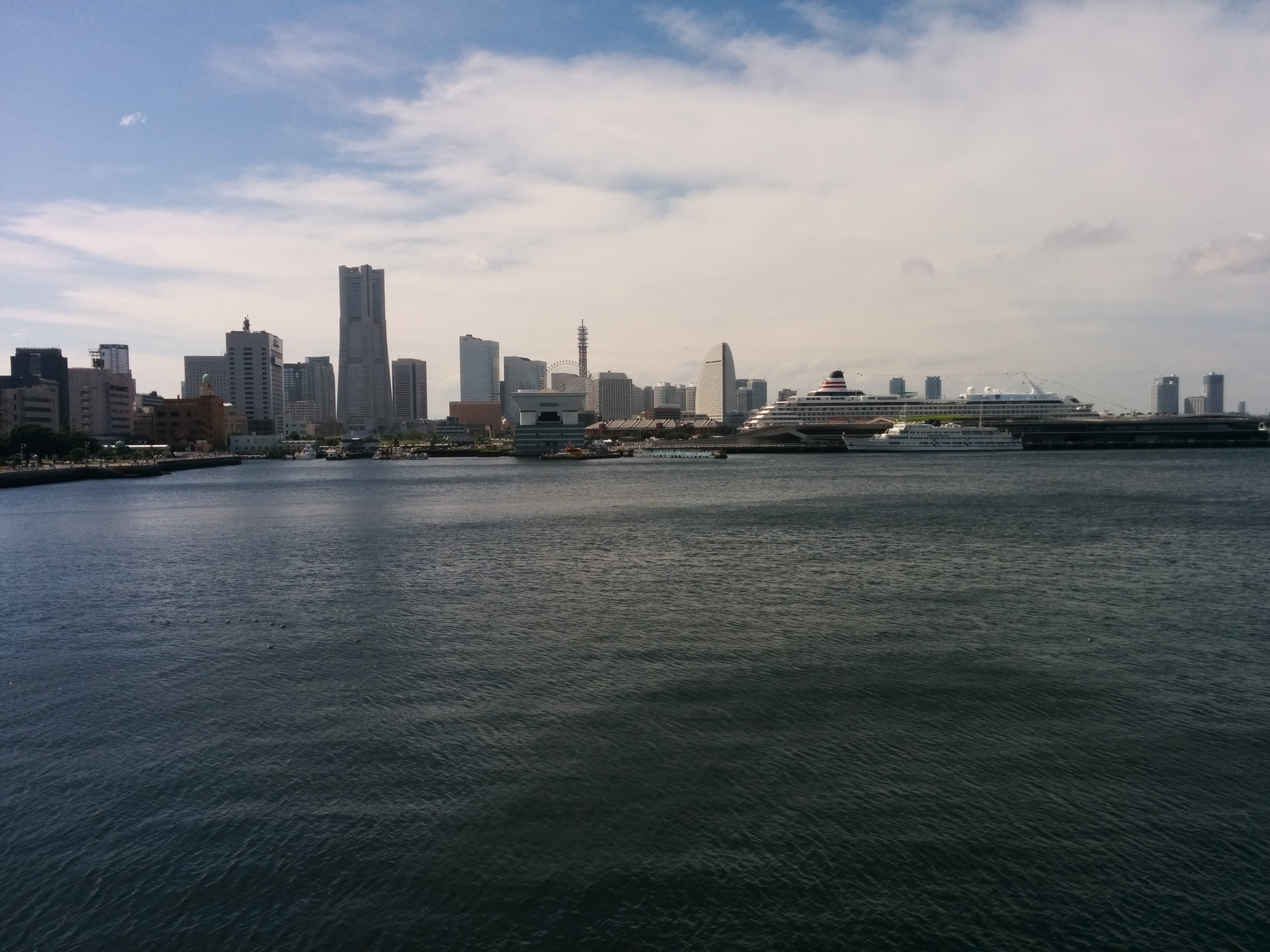
Vista des de Hikawa Maru (2014)

## Demografia

### Població
| 1880   | 1900    | 1930    | 1945    | 1960      | 1990      | 2005      | 2010      | 2014      | 2015      | 1r setembre 2020 |
| 72.630 | 196.653 | 620.306 | 814.379 | 1.375.710 | 3.220.331 | 3.579.628 | 3.688.773 | 3.709.686 | 3.724.844 | 3.757.630        |

### Barris
Yokohama té 18 barris (ku):
| Barris de Yokohama | Barris de Yokohama             | Barris de Yokohama | Barris de Yokohama            | Barris de Yokohama    | Barris de Yokohama | Barris de Yokohama           |
|                    | Nom del lloc                   | Nom del lloc       |                               |                       |                    | Mapa de Yokohama             |
| Rōmaji             | Kanji                          | Població           | Superfície del terreny en km² | Pop. densitat per km² |                    |                              |
| ------------------ | ------------------------------ | ------------------ | ----------------------------- | --------------------- | ------------------ | ---------------------------- |
| 1                  | Aoba-ku                        | 青葉区             | 302.643                       | 35,14                 | 8.610              | Mapa dels barris de Yokohama |
| 2                  | Asahi-ku                       | 旭区               | 249.045                       | 32,77                 | 7.600              | Mapa dels barris de Yokohama |
| 3                  | Hodogaya-ku                    | 保土ヶ谷区         | 205.887                       | 21,81                 | 9.400              | Mapa dels barris de Yokohama |
| 4                  | Isogo-ku                       | 磯子区             | 163.406                       | 19,17                 | 8.520              | Mapa dels barris de Yokohama |
| 5                  | Izumi-ku                       | 泉区               | 155.674                       | 23,51                 | 6.620              | Mapa dels barris de Yokohama |
| 6                  | Kanagawa-ku                    | 神奈川区           | 230.401                       | 23,88                 | 9.650              | Mapa dels barris de Yokohama |
| 7                  | Kanazawa-ku                    | 金沢区             | 209.565                       | 31,01                 | 6.760              | Mapa dels barris de Yokohama |
| 8                  | Kōhoku-ku                      | 港北区             | 332.488                       | 31,40                 | 10.588             | Mapa dels barris de Yokohama |
| 9                  | Konan-ku                       | 港南区             | 221.536                       | 19,87                 | 11.500             | Mapa dels barris de Yokohama |
| 10                 | Midori-ku                      | 緑区               | 176.038                       | 25,42                 | 6.900              | Mapa dels barris de Yokohama |
| 11                 | Minami-ku                      | 南区               | 197.019                       | 12,67                 | 15.500             | Mapa dels barris de Yokohama |
| 12                 | Naka-ku (centre administratiu) | 中区               | 146.563                       | 20,86                 | 7.030              | Mapa dels barris de Yokohama |
| 13                 | Nishi-ku                       | 西区               | 93.210                        | 7,04                  | 13.210             | Mapa dels barris de Yokohama |
| 14                 | Sakae-ku                       | 栄区               | 124.845                       | 18,55                 | 6.750              | Mapa dels barris de Yokohama |
| 15                 | Seya-ku                        | 瀬谷区             | 126.839                       | 17,11                 | 7.390              | Mapa dels barris de Yokohama |
| 16                 | Totsuka-ku                     | 戸塚区             | 274.783                       | 35,70                 | 7.697              | Mapa dels barris de Yokohama |
| 17                 | Tsurumi-ku                     | 鶴見区             | 270.433                       | 33,23                 | 8.140              | Mapa dels barris de Yokohama |
| 18                 | Tsuzuki-ku                     | 都筑区             | 211.455                       | 27,93                 | 7.535              | Mapa dels barris de Yokohama |

## Govern i política

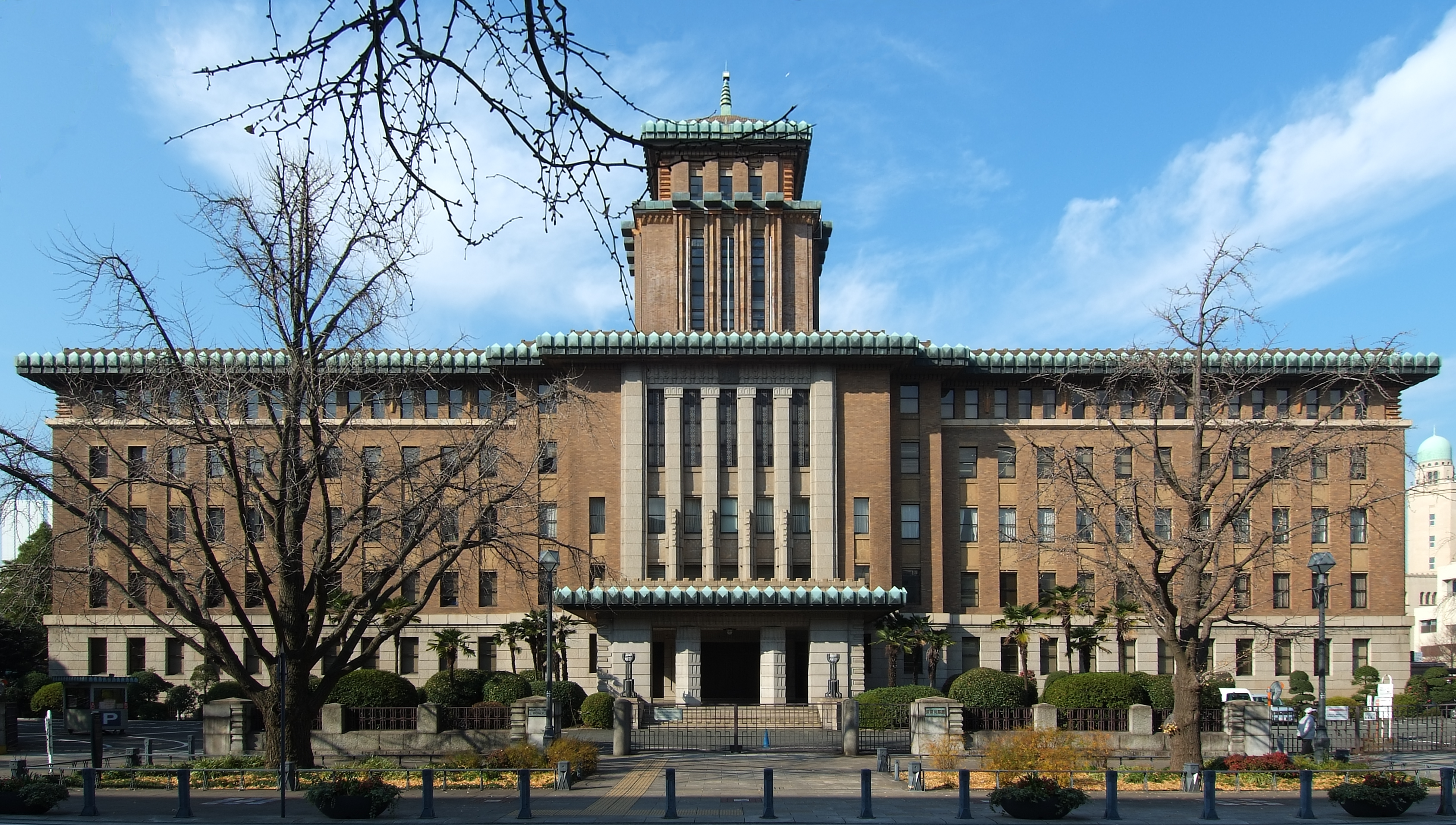
Oficina de la prefectura de Kanagawa

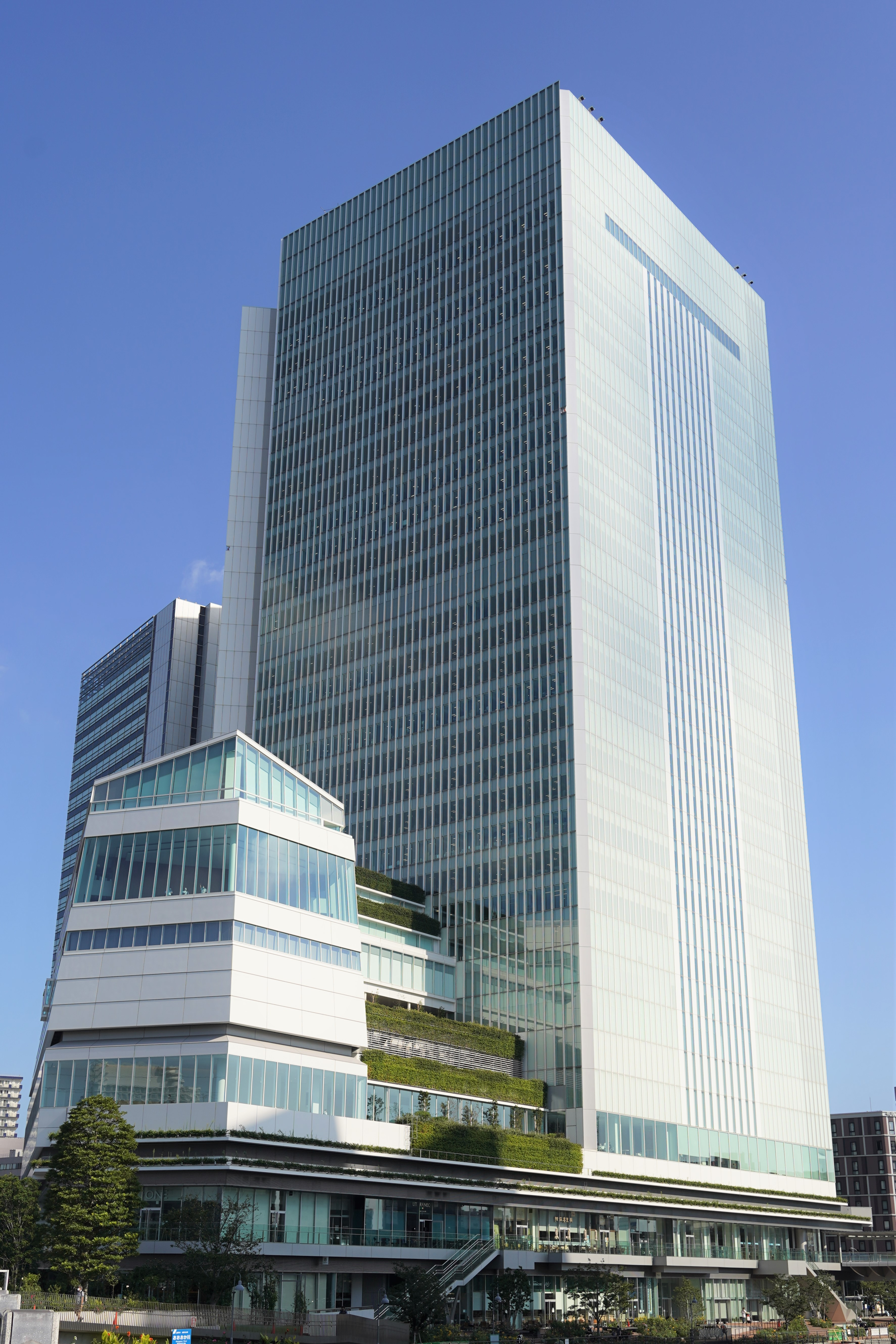
Ajuntament de Yokohama

L’Ajuntament de Yokohama està format per 86 membres elegits d'un total de 18 barris. El LDP té un control minoritari amb 36 escons. L'alcalde en funcions és Takeharu Yamanaka, que va derrotar Fumiko Hayashi a les eleccions a l'alcaldia de Yokohama del 2021.